# Texas Switch
Le Texas Switch est une technique cinématographique consistant à remplacer discrètement un cascadeur par un acteur, ou inversement, au sein d'un même plan. Cette transition s'effectue hors du champ de la caméra, en utilisant un élément du décor ou un mouvement de caméra pour masquer le changement. Bien exécuté, cet effet spécial est très efficace et passe inaperçu pour le spectateur.

## Principe
Le principe du Texas Switch est simple : la doublure (cascadeur ou acteur) disparaît brièvement derrière un élément de décor ou sort du champ, et est remplacée par l'autre personne. La transition doit être fluide et bien chorégraphiée pour que le changement soit invisible à l'écran.
Les configurations sont variées :
- Cascadeur vers acteur (configuration la plus courante)
- Acteur vers cascadeur
- Cascadeur vers cascadeur
- Acteur vers sa doublure dénudée (pour les scènes nécessitant un changement de tenue)

## Mise en place
Une bonne exécution du Texas Switch repose sur plusieurs éléments :

### Chorégraphie des cascades
Les mouvements du cascadeur et de l'acteur doivent être cohérents et leur apparence similaire (tenue, coiffure, etc.) pour une transition invisible. Les éventuelles différences sont masquées par la dissimulation du passage de relai.

### Mise en scène pertinente
La disparition temporaire du personnage doit être justifiée et s'intégrer naturellement dans la scène. L'élément de décor utilisé pour le changement doit avoir sa place dans l'environnement, sous peine de trahir l'artifice.

### Mouvements de caméra
Des mouvements de caméra précis peuvent parfois être nécessaires pour dissimuler la transition se déroulant dans le champ. Un bon cadrage et un travelling fluide participent à "l'invisibilité" de l'effet.

## Intérêt de la technique
Le Texas Switch permet de conserver l'unité et la fluidité du plan, là où un montage trop visible entre cascadeur et acteur compromettrait la crédibilité de la scène. Le changement à la coupe est certes plus simple à réaliser mais bien moins efficace.
En préservant la continuité de l'action, cet effet spécial discret renforce l'implication émotionnelle du spectateur. Il répond à la notion de "montage interdit" théorisée par André Bazin, selon laquelle le montage doit être évité quand "l'essentiel d'un événement est dépendant d'une présence simultanée de deux ou plusieurs facteurs de l'action".

## Autres utilisations
Au-delà des cascades, le Texas Switch est aussi employé pour :
- Passer d'un accessoire à son substitut endommagé (véhicule, bâtiment...)
- Remplacer un élément de décor réel par son double numérique
- Intervertir un accessoire anodin avec l'objet dangereux qu'il remplace

Le Texas Switch a également été utilisé comme élément de comédie dans des films tels que Y a-t-il un flic pour sauver la reine ?, parodiant ainsi les scènes de cascades exagérées des films de genre policiers.

## Exemples de Texas Switch

### Scènes d'action
Il existe un grand nombre de films utilisant cette technique.
On peut la voir dans des films d'action tels que Bons Baisers de Russie, deuxième des films de l'Agent 007 avec Sean Connery comme protagoniste. Dans cette scène, James Bond est poursuivi par un hélicoptère. Le cascadeur saute derrière un rocher, où se cache l'acteur britannique, qui apparaît après le changement.
C'est une grande ressource pour préserver la vraisemblance de la scène.
Nous pouvons voir un cas similaire dans la scène d'ouverture de The Place Beyond the Pines , dans laquelle, après une longue séquence de Ryan Gosling marchant à reculons, il conduit une moto pour effectuer quelques cascades. Cependant, celui qui réalise ces cascades est sa doublure, avec qui il effectue le changement hors champ après un subtil mouvement de caméra.

### Scènes de comédie
Le Texas Switch a également été utilisé comme élément de comédie dans des films tels que Y a-t-il un flic pour sauver la reine ?, parodiant ainsi les scènes de cascades exagérées des films de genre policiers.

## Filmographie
De nombreux films ont recours au Texas Switch, parmi lesquels :
- Le Magicien d'Oz (1939)
- Les Grands Espaces (1958)
- Bons Baisers de Russie (1963)
- Catch 22 (1970)
- Amicalement vôtre (1971)
- Quand la Panthère rose s'emmêle (1976)
- Poltergeist (1982)
- Jurassic Park (1993)
- Speed (1994)
- Pulp Fiction (1994)
- La Momie (1999)
- American Girls (2000)
- Rush Hour 2 (2001)
- Le Seigneur des Anneaux (2001-2003)
- Mourir peut attendre (2002)
- Scary Movie 3 (2003)
- Shaun of the Dead (2004)
- Casino Royale (2006)
- Transformers (2007)
- Peace, Love et plus si affinités (2012)
- The Place Beyond the Pines (2012)
- The Grand Budapest Hotel (2014)
- Baby Driver (2017)
- Last Night in Soho (2021)